# Nealsomyia merzi
Nealsomyia merzi là một loài ruồi trong họ Tachinidae.